# 拉夫托
拉夫托（法語：Raffetot，法語發音：[ʁafto]）是法国滨海塞纳省的一个市镇，属于勒阿弗尔区。

## 地理
拉夫托（49°36'1"N, 0°30'52"E）面积6.85 平方千米，位于法国诺曼底大区滨海塞纳省，该省份为法国北部沿海省份，其西部及北部濒大西洋英吉利海峡，东起顺时针与索姆省、瓦兹省、厄尔省和卡爾瓦多斯省接壤。
与拉夫托接壤的市镇（或旧市镇、城区）包括：博尔贝克、博勒维尔、朗克托、努万托、鲁维尔、耶布勒龙。

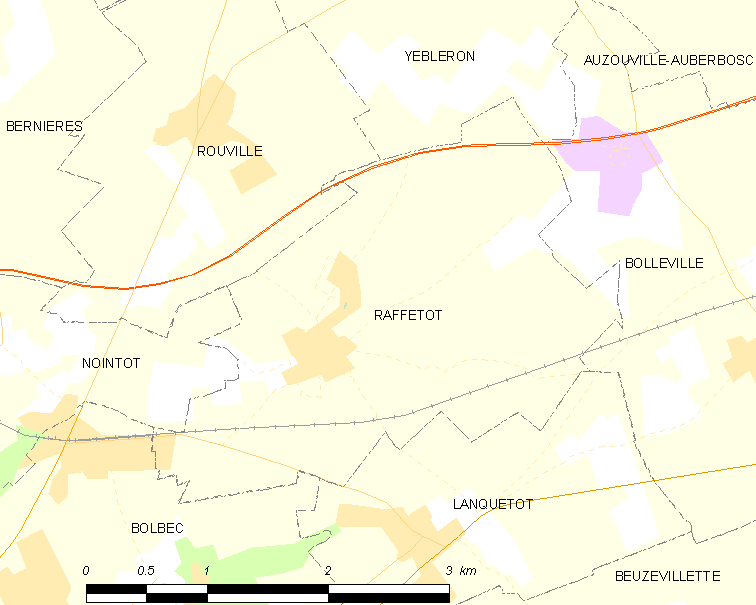
拉夫托的OSM定位图

拉夫托的时区为UTC+01:00、UTC+02:00（夏令时）。

## 行政
拉夫托的邮政编码为76210，INSEE市镇编码为76518。

## 政治
拉夫托所属的省级选区为博尔贝克县。

## 人口

1962-2008年间拉夫托人口变化图示

拉夫托于2022年1月1日时的人口数量为502人。